# Грузино-османская компания
Грузино-османская компания (тур. Gürcü Osmanlı Kumpanyası) — морская торговая компания, действовавшая в Османской империи. Ею управлял Фостропуло Йорги Эфенди.
Грузино-Османская Компания была основана с целью облегчения морской торговли по ключевым маршрутам Черного моря. Компания эксплуатировала судов, соединяющий важнейшие порты, включая Стамбул, Самсун, Трабзон и Гиресун.
Согласно архивным данным, компания была особенно активна в конце XIX и начале XX веков. Компанией руководил Фостропуло Йорги Эфенди, грузинский купец. Под его руководством Грузино-османская компания расширила свою деятельность и поддерживала торговые маршруты, несмотря на вызовы, связанные с Русско-Османской (1877-1878) и Первой мировой войной.
Судоходная сеть компании играла важную роль в поддержании потока импортных и экспортных товаров, включая сельскохозяйственную продукцию и промышленные изделия. Его деятельность способствовала развитию местной экономики и ключевых прибрежных городов Черного моря.